# Rogätzer Hang-Ohremündung
Koordinaten: 52° 18′ 14″ N, 11° 45′ 22″ O
Rogätzer Hang–Ohremündung ist ein Naturschutzgebiet in den Gemeinden Rogätz und Loitsche-Heinrichsberg im Landkreis Börde in Sachsen-Anhalt.
Das Naturschutzgebiet mit dem Kennzeichen NSG 0015 ist 261 Hektar groß. Es ist Bestandteil des FFH-Gebietes „Elbaue südlich Rogätz mit Ohremündung“ und des EU-Vogelschutzgebietes „Elbaue Jerichow“. Im Osten grenzt es an das Landschaftsschutzgebiet „Elbtalaue“ auf dem Gebiet des Landkreises Jerichower Land. Das Gebiet steht seit 1999 unter Schutz (Datum der Verordnung: 29. März 1999). Es ersetzt das zum 1. Mai 1961 ausgewiesene und zum 5. Juli 1978 erweiterte Naturschutzgebiet „Rogötzer Hang“. Zuständige untere Naturschutzbehörde ist der Landkreis Börde.
Das Naturschutzgebiet liegt nordöstlich von Wolmirstedt und nordwestlich von Burg (bei Magdeburg) im Biosphärenreservat Mittelelbe. Es stellt den Bereich der Ohremündung in die Elbe sowie die Ohreniederung auf einer Länge von etwa vier Kilometern, den westlichen Teil der Elbniederung in diesem Bereich und den nach Nordwesten angrenzenden, etwa 30 Meter hohen Steilhang einer Grundmoräne unter Schutz.
Die Niederung, die hier der natürlichen Flussdynamik von Elbe und Ohre unterliegt, wird von wechselfeuchten Auegrünländern eingenommen, in die Flutmulden und Altarme eingebettet sind. Reste von ehemaligen Tonabbauflächen haben sich zu naturnahen Stillgewässern entwickelt. Daneben sind Auwaldreste, Baum- und Strauchgruppen zu finden. Entlang der Ohre sind noch ausgedehnte Weichholzauen vorhanden, die zu den größten und wertvollsten ihrer Art in Sachsen-Anhalt gehören. Hier stocken Silber-, Bruch-, Korb- und Mandelweide. Hartholzauen sind nur als Reste vorhanden. Sie bestehen aus Feld- und Flatterulme, Gewöhnlicher Esche, Holzapfel und Schwarzpappel.
Unterhalb des Steilhangs im Nordwesten des Naturschutzgebiets stockt ein Eichen-Ulmen-Hartholzauwald mit Flatterulme und Feldahorn. Anmoorige und quellige Standorte werden von Traubenkirschen-Eschenwald und sehr kleinflächig von Walzenseggen-Erlenbruchwald eingenommen. Die Wiesenbereiche werden hier durch Engelwurz-Kohldistel-Wiesen und im Auebereich der Ohre durch Fuchsschwanz-Wiesen und Silgen-Rasenschmielen-Wiesen charakterisiert.
Am Fuße des Steilhangs hat sich ein Hangquellmoor gebildet, dessen Torfmächtigkeit mehr als 4,7 Meter beträgt. Auf dem Steilhang stockt ein naturnaher Hainbuchen-Ulmen-Hangwald. Stellenweise sind auf dem Hang und auf den Deichen Magerrasen vorhanden. Auf den waldfreien Hangbereichen sind es überwiegend Quecken-Pionierrasen und Glatthafer-Wiesen, während auf den Deichen Magerrasen mit Gewöhnlicher Grasnelke und Silberfingerkraut zu finden sind. In Flutrinnen und an Altarmen in der Niederung siedeln Röhrichte und Seggenriede u. a. mit Wasserschwaden, Schlankseggen, Uferseggen, Rohrglanzgras, Kalmus und Knickfuchsschwanzgrasgesellschaften.
Im Mündungsgebiet der Ohre in die Elbe befinden sich mehrere langgestreckte Inseln mit Weichhölzern und vegetationsfreien Schlammflächen.
Das Naturschutzgebiet zeichnet sich durch seine reiche Vogelfauna aus. So brüten im Naturschutzgebiet u. a. Kleines Sumpfhuhn, Brandgans, Löffelente, Knäkente, Wacholderdrossel, Flussuferläufer, Sperbergrasmücke, Beutelmeise, Schlagschwirl, Wiedehopf und Eisvogel. Weiß- und Schwarzstorch sind als Nahrungsgäste anzutreffen. Das Naturschutzgebiet hat auch als Rast- und Überwinterungsgebiet für Enten und Limikolen von Bedeutung. Auch Libellen sind häufig, u. a. Gebänderte Prachtlibelle, Südliche Binsenjungfer und Südliche Mosaikjungfer. Im Naturschutzgebiet sind Elbebiber und Fischotter heimisch.
Unterhalb des Steilhangs verläuft der Unterholzgraben, über den dieser Bereich entwässert wird.